# Sankt Nikolaj Vej
Sankt Nikolaj Vej er en gade på Frederiksberg i København, der går fra Falkoner Allé til Hostrupsvej. Gaden er opkaldt efter den katolske helgen Sankt Nikolaj omkring 1871, men det vides ikke hvorfor.
Gaden er en sidegade med en blanding af ældre og yngre etageejendomme med enkelte forretninger og virksomheder. På den nordlige side ligger funkis-beboelsesejendommen Hostrups Have, der blev opført i 1935-1936 efter tegninger af Hans Dahlerup Berthelsen. Den er opkaldt efter forfatteren Jens Christian Hostrup (1812-1892), der havde boet i den nærliggende landejendom Rolighed. Bebyggelsen ligger der, hvor bomuldsvæveriet De Rubenske Fabrikker tidligere lå. I nr. 4 ligger OK-Centret Prinsesse Benedikte med 56 plejeboliger til ældre med demenssygdomme.